# رابرت پری

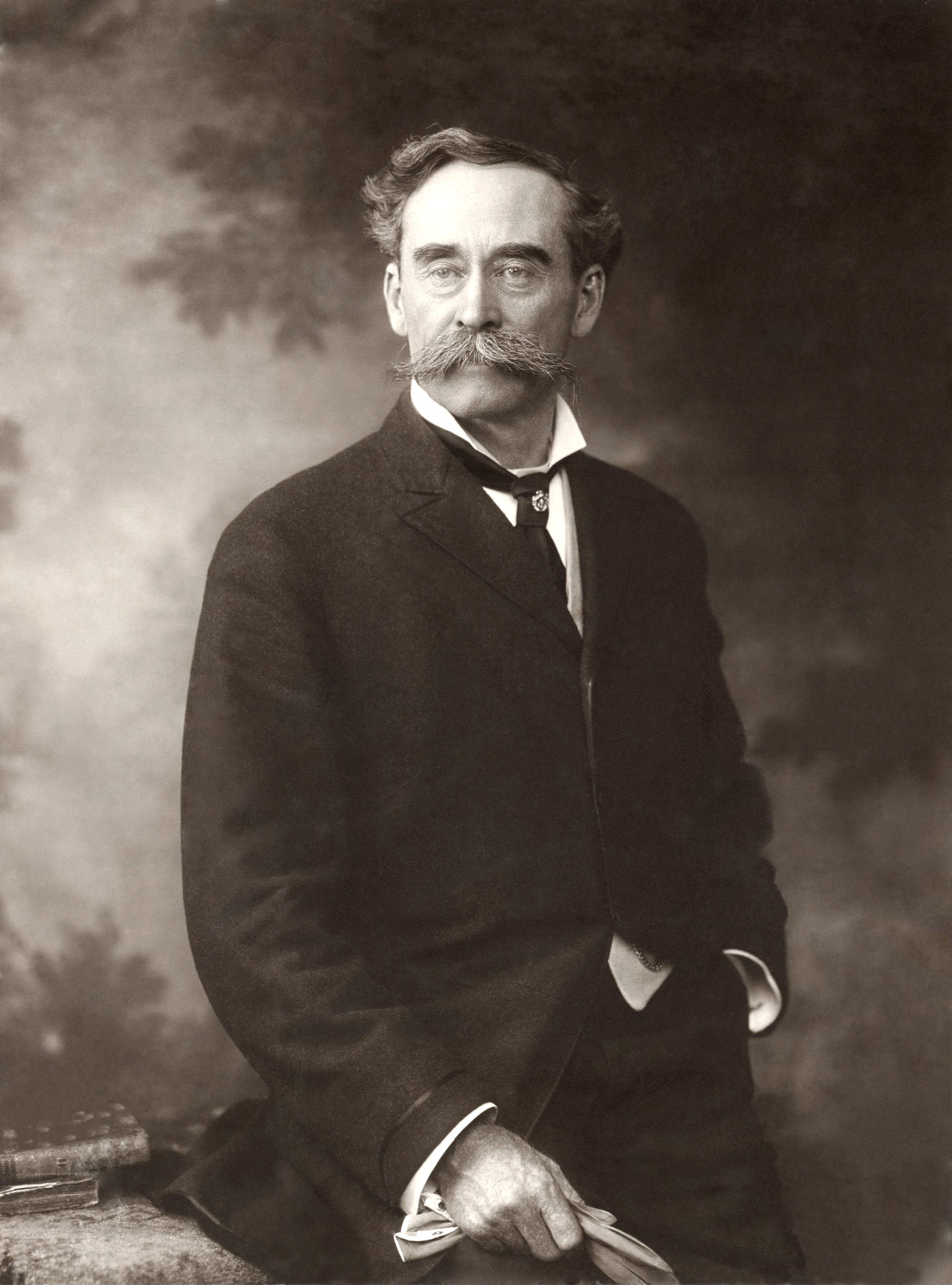
رابرت پیری

رابرت پیری (به انگلیسی: Robert Peary) (زادهٔ ۶ مه ۱۸۵۶ - درگذشتهٔ ۲۰ فوریهٔ ۱۹۲۰) کاشف آمریکایی بود که ادعا داشت در ۶ آوریل ۱۹۰۹ به عنوان نخستین فرد به مختصات جغرافیایی قطب شمال رسیده‌است. ادعای او در بیشتر قرن بیستم به گستردگی تأیید می‌شد اما امروزه به گستردگی مورد شک قرار گرفته‌است.

## سال‌های نخست زندگی
رابرت ادوین پیری در سال ۱۸۵۶ در کرسون، پنسیلوانیا متولد شد. در ۲۴ سالگی به یگان مهندسی نیروی دریایی ایالات متحده آمریکا پیوست. به عنوان یک افسر، پیری در سفری اکتشافی به نیکاراگوئه در سال‌های ۱۸۸۴ و ۱۸۸۵ شرکت کرد. سپس او برای اکتشاف مناطق قطبی به شمال رفت.

## سفر اکتشافی به گرینلند
در سال ۱۸۹۵، پیری در حال نقشه‌برداری برای نیروی دریایی در گرینلند نزدیک بود از گرسنگی جان خود را از دست بدهد. در آن‌جا وی با مردم اینوئیت آشنا شد و از آن‌ها مهارت‌های زنده ماندن در شرایط سخت قطبی را آموخت. در سال ۱۹۰۰، پیری به شمالی‌ترین بخش گرینلند رسید. بررسی پیری نشان داد که گرینلند جزیره است. امروزه، منطقهٔ ساحلی شمال گرینلند به افتخار پیری، سرزمین پیری نامیده می‌شود.

## سفر اکتشافی به قطب شمال

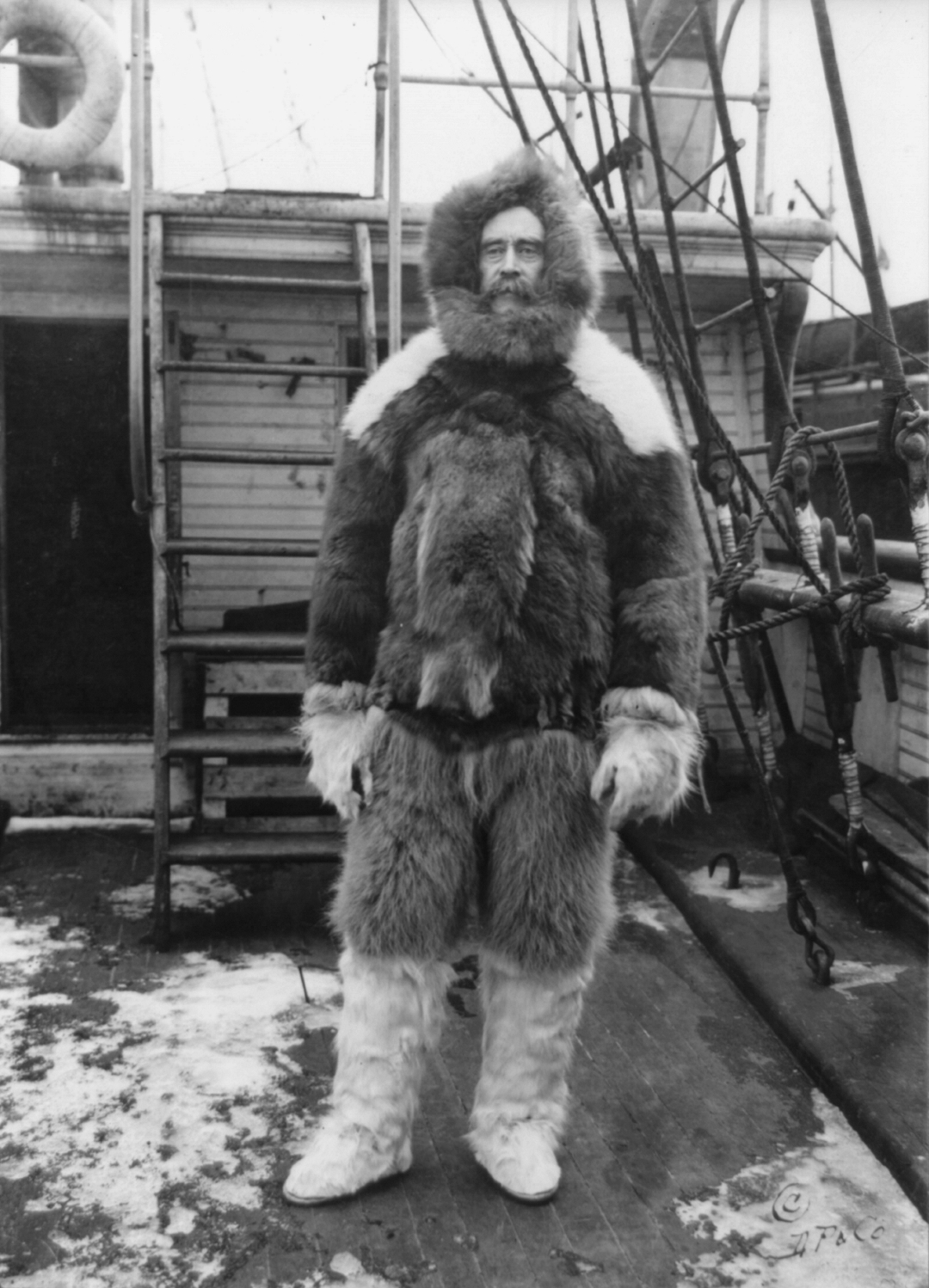
پیری در خز قطبی

سپس پیری برای رسیدن به قطب شمال تلاش کرد. کسی تا آن زمان از قطعات خطرناک یخی که قطب شمال را احاطه کرده‌است، نگذشته بود و از سرمای کشنده آن با موفقیت نجات نیافته بود.
در ۱۹۰۲، نخستین تلاش پیری برای رسیدن به قطب شمال شکست خورد. در ۱۹۰۵، پیری برای رسیدن به قطب بار دیگر تلاش کرد. او یک رکورد برای سفر به دورترین نقطهٔ شمال برجاگذاشت اما آب‌وهوای بد و کمبود غذا او را مجبور به بازگشتن کرد.
در ۱۹۰۸، پیری سومین تلاش خود را برای رسیدن به قطب شمال نمود. همراهان او در این سفر شامل ۲۴ مرد، ۶ سورتمه و ۱۳۳ سگ می‌شد. سرانجام، در ۶ آوریل ۱۹۰۹، پیری به قطب شمال رسید یا به آن بسیار نزدیک شد. او توسط دوستش، کاشف آمریکایی آفریقایی‌تبار ماتیو هنسون، و چهار اینوئیت همراهی می‌شد.

## نزاع بر سر ادعای پیری
مردان پیری، خوشحال و مفتخر از موفقیتشان سفر سرد و دراز بازگشت به کمپ در کانادا و سپس به خانه را آغاز کردند. اما مردان با شگفتی متوجه شدند که کاشفی به نام فردریک کوک ادعا کرده‌است که پیش از آن‌ها به قطب شمال رسیده‌است!
پیری مجبور شد تا ۱۹۱۱ منتظر بماند تا کارشناسان، ادعای کوک را رد کنند. پس از آن، کنگره ایالات متحده رسماً دستاورد پیری را به رسمیت شناخت. نیروی دریایی آمریکا در همان سال پیش از این‌که بازنشسته شود، او را به درجهٔ دریادار نائل کرد.
وی سال‌های پایانی عمر را در جزیره ایگل در نزدیکی ساحل مین به همراه خانواده‌اش به سر برد. پیری در ۱۹۲۰ درگذشت. سال‌ها بعد در ۱۹۸۸، تیمی از کاشفان محاسبه کردند که پیری از مسیر منحرف شده و دست‌کم ۵۰ کیلومتر با مکان قطب شمال فاصله داشته‌است. مطالعه‌ای دیگر این یافته‌ها را به چالش کشید. امروزه هنوز دربارهٔ این‌که آیا پیری واقعاً به محل قطب شمال رسیده‌است یا خیر، بحث در جریان است.